# Romela Begaj
Romela Begaj, född 2 november 1986 i Tirana, är en albansk tidigare tyngdlyftare.
Begaj har tagit tre EM-silver, alla i viktklassen 58 kilo. Hon har även tagit ett EM-brons, år 2009. Därtill har hon vunnit medaljer vid medelhavsspelen, ett guld år 2009 samt ett brons år 2005. Hon representerade även Albanien vid de olympiska spelen 2008 i Peking, där hon slutade på en sammanlagd 6:e plats. Vid de olympiska sommarspelen 2012 i London var hon Albaniens fanbärare.

## Resultat

### OS 2008
| Gren   | Ryck     | Ryck  | Stöt     | Stöt  | Totalt | Plats |
| Gren   | Resultat | Plats | Resultat | Plats | Totalt | Plats |
| ------ | -------- | ----- | -------- | ----- | ------ | ----- |
| -58 kg | 98       | 4:a   | 118      | 7:a   | 216    | 6:a   |